# Teoria da gravitação assimétrica
Na física teórica, a teoria da gravitação assimétrica (NGT, do inglês nonsymmetric gravitational theory) de John Moffat é uma teoria clássica de gravitação que tenta explicar a observação do plano de curva de rotação das galáxias.